# Rijksstoomgemaal Arkelse Dam

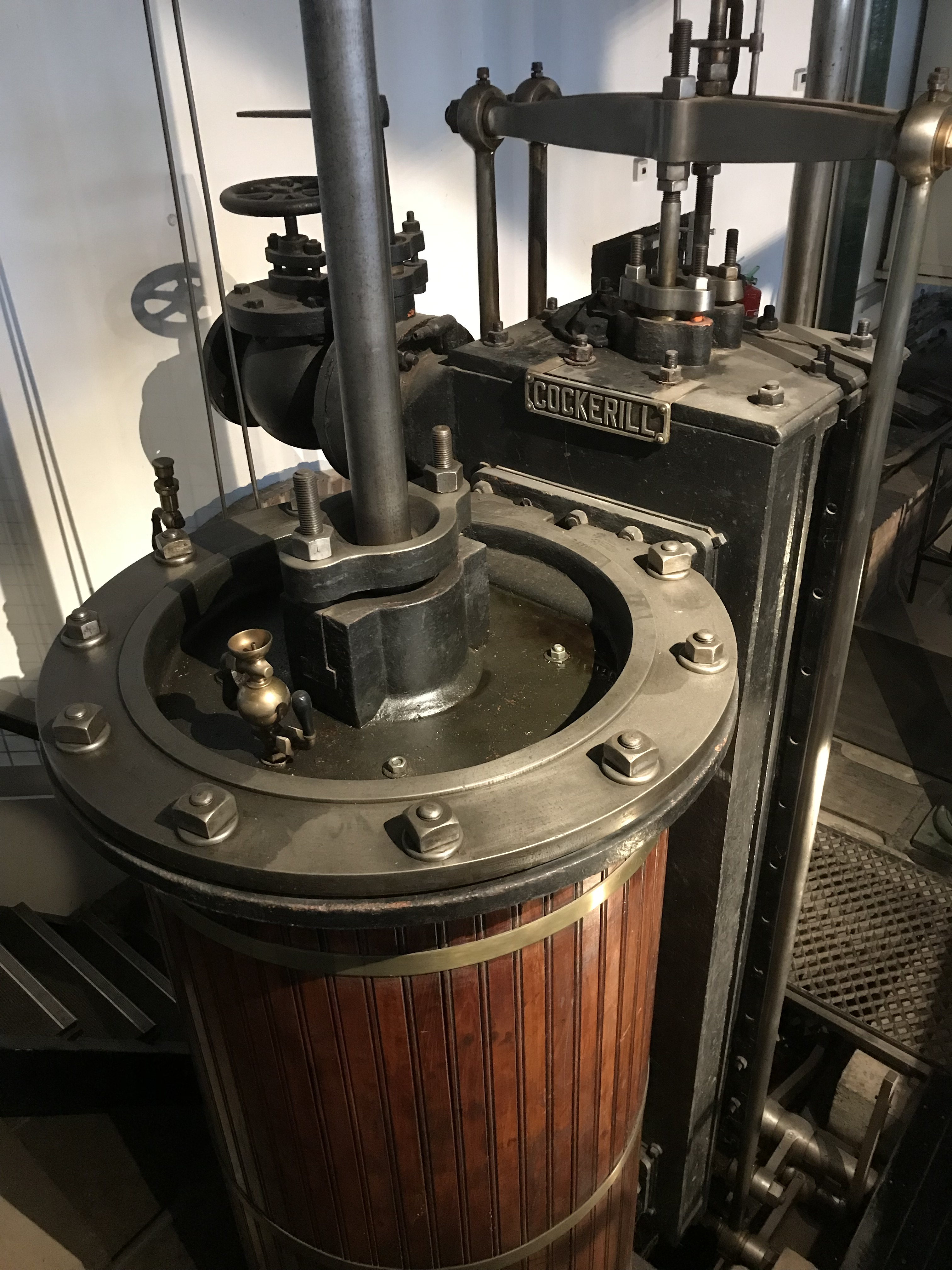
De stoomcilinder van de installatie in het Cruquiusmuseum

Het Rijksstoomgemaal Arkelse Dam (ook wel Arkelsche Dam) kwam in 1826 gereed, naar een ontwerp van ingenieur Jan Blanken. Het was een primeur in het land, het was de eerste keer dat een stoommachine werd gebruikt voor de aandrijving van een scheprad.

## Aanleiding
Reden voor de bouw van het gemaal was de verbetering van de Linge-uitwatering. Het Kanaal van Steenenhoek was verlegd meer stroomafwaarts naar Hardinxveld. Dit gaf voor de Betuwsche en Tielerwaardpolders wel verbetering, maar in mindere mate voor Vijfheerenlanden. Bij Koninklijk besluit van 12 april 1824 werd besloten tot de bouw van een stoomgemaal bij Arkel voor afwatering op de Linge.

## Installaties
In december 1824 werd Cockerill in Seraing gekozen als leverancier van de installatie. Deze bestond uit drie verticale stoommachines die elk een scheprad met een diameter van 7,5 meter en 0,5 meter breed in beweging brachten. De schepraderen stonden naast elkaar in een machinegebouw. 
De stoommachines hadden een cilinderdiameter van 0,75 meter, een slag van 1,5 meter en een vermogen van 30 pk. De zuiger maakte 26 slagen per minuut en door middel van een balans en krukas werd deze verticale beweging omgezet in een draaiende beweging. Hierna was er een 1 op 3,75 tandwieloverbrenging waardoor de schepraderen zeven omwentelingen per minuut maakten. De capaciteit van de installatie was ongeveer 100 m³ water per minuut. De opvoerhoogte was meestal enkele decimeters, maar kon maximaal oplopen tot 1,5 meter. Op 15 november 1826 was het gemaal gereed voor gebruik.

## Gebruik
Het gemaal was een teleurstelling, het rendement viel tegen en de brandstofkosten waren hoog. In 1865-1867 werd het gemoderniseerd. Er werd een centrifugaalpomp met een horizontale stoommachine bijgeplaatst, die ook gebruikt kon worden als de opvoerhoogte te veel was voor de schepradaren. Ook dit was geen succes.
Vanaf 1865 werden de taken deels overgenomen door het nieuwe stoomgemaal in het Kanaal van Steenenhoek bij Hardinxveld-Giessendam. Het gemaal werd daardoor minder frequent gebruikt en ook de opvoerhoogte was gering, waardoor het brandstofgebruik nog ongunstiger werd. Na de ingebruikname van het nieuwe Gemaal mr. dr. G. Kolff in 1945, uitgerust met drie horizontale schroefpompen elk met een capaciteit van 1200 m³/min, was het gemaal bij de Arkelse Dam overbodig. Het werd in 1950 buiten dienst gesteld.
De schoorsteen werd gesloopt en in het gebouw kwam een bedrijf. In 1992 brak een grote brand uit. Het dak was weg, maar de muren stonden nog. In 1993 werd het bouwskelet gesloopt en niets resteert nog op de plaats.

## Trivia
Eén van de verticale stoommachines en toebehoren werd overgebracht naar het museum van het Gemaal De Cruquius. In de hal van het museum staat de machine en deze kan door de supposten in werking worden gesteld. Een tweede exemplaar is in de collectie van Cockerill in Seraing opgenomen. De derde is gesloopt.